# نسبت قیمت به ارزش دفتری

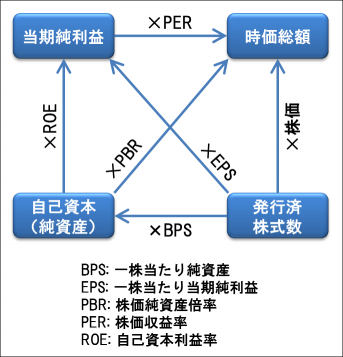
نسبت قیمت به ارزش دفتری

نسبت قیمت به ارزش دفتری (به انگلیسی: Price-to-book Ratio) به‌اختصار پی/بی (مخفف انگلیسی: P/B) از این نسبت برای مقایسه ارزش بازار یک سهم با ارزش دفتری آن سهم استفاده می‌شود. پی/بی از طریق تقسیم قیمت بسته شدن روز یک سهم به ارزش دفتری سه‌ماهه (به سه‌ماهه) شرکت، به ازای هر سهم محاسبه می‌شود که همچنین به نسبت قیمت به سرمایه نیز معروف می‌باشد.
مقدار پایین این نسبت می‌تواند نشان دهنده این باشد که سهم زیر ارزش ذاتی قرار دارد، همچنین به این معنا می‌تواند باشد که مشکل بنیادی در شرکت وجود دارد. این نسبت همانند خیلی از نسبت‌های دیگر باید نسبت به صنعت مقایسه شود و نتایج می‌تواند کاملاً متفاوت باشد. این نسبت می‌تواند ایده‌هایی متفاوتی از اینکه آیا شما مقدار زیادی پول را برای آنچه که اگر شرکت سریعاً ورشکست شد، باقی خواهد ماند، می‌پردازید یا نه؟